# Colondieba (circunscrição)
Colondieba é uma das sete circunscrições da região de Sicasso, no sul do Mali. Sua capital é Colondieba. Ela está dividida na comuna urbana de Colondieba e 11 comunas rurais:
- Bugula
- Cadiana
- Colondieba
- Colosso
- Facola
- Faraco
- Golodiana
- Mena
- Nangalasso
- Quebila
- Tiongui
- Tusseguel